# Йохачидолит
Йохачидолит (англ. Johachidolite) — редкий минерал, борат. Назван по месту первого обнаружения — Йохачидо в Северной Корее.

## Свойства
Йохачидолит — бесцветный минерал со стеклянным блеском. Имеет довольно высокую твердость по шкале Мооса — 7,5. Встречается в виде зернистых и пластинчатых агрегатов в нефелиновых дайках, в ассоциации с флогопитом и плагиоклазом. Йохачидолит открыт в 1942 году.

## Название на других языках
- нем. Johachidolit;
- исп. Johachidolita;
- англ. Johachidolite.